# Sparsh
Pour plus de détails, voir Fiche technique et Distribution.
Sparsh (en devanagari : स्पर्श) est un film indien de Sai Paranjpye, sorti en 1980, centré sur l'évolution de la relation sentimentale qui unit Anirudh, le directeur aveugle d'une institution pour enfants non-voyants, et Kavita, une jeune veuve qui elle ne souffre pas de cécité. Le titre du film signifie « le toucher ».

## Synopsis
Anirudh (Naseeruddin Shah) rencontre pour la première fois Kavita (Shabana Azmi) lorsqu'il entre par erreur chez elle. Kavita est musicienne, et c'est guidé par son chant qu'Anirudh arrive chez elle. Ils se retrouvent quelques jours plus tard chez Manju (Sudha Chopra), une amie de Kavita dont le mari connaît Anirudh. Anirudh propose à Kavita de venir faire du bénévolat au sein de son institution, dans le cadre d'un programme visant à rapprocher non-voyants et voyants.  Kavita, qui mène une vie de recluse depuis le décès de son époux trois ans auparavant, commence par refuser mais change d'avis après une visite dans l'atelier des enfants. Elle accepte de venir régulièrement raconter des histoires aux enfants ou leur apprendre des chansons. Encouragée par Manju, elle commence aussi à fréquenter Anirudh en dehors de l'institution. Leur relation est cependant rendue difficile tant par les difficultés qu'éprouve Kavita à faire le deuil de son mari que par l'extrême susceptibilité d'Anirudh, complexé par son handicap. Peu après leurs fiançailles, une série de remarques faites par leurs proches amène Anirudh à penser que Kavita l'épouse plus par pitié et par sens du sacrifice que par amour. Il rompt alors leurs fiançailles sans donner d'explications. Mais Kavita, qui s'était de plus en plus impliquée dans la vie de l'institution, continue de venir y travailler. Anirudh ne supporte pas de l'y rencontrer tous les jours, et lui demande de mettre fin à ses activités auprès des enfants. C'est Manju qui résout alors la situation en expliquant à Anirudh que Kavita a autant besoin de lui qu'il a besoin d'elle. Les dernières images du film montrent Anirudh se dirigeant vers la maison de Kavita. 
Deux autres intrigues ayant également pour enjeu le mariage font contrepoint à l'histoire de Kavita et d'Anirudh : Dubey, un autre professeur non-voyant et ami d'Anirudh, a épousé une femme voyante. Celle-ci est malade au début du film, et finit par décéder. Dubey (Om Puri) dresse alors un bilan très sombre de leur mariage. Il estime que sa femme a sacrifié son bonheur en épousant un aveugle. Dans un registre plus léger, Jagdish (Mohan Gokhale), l'assistant (voyant) d'Anirudh, cherche pendant tout le film à conquérir la femme dont il est amoureux, et bénéficie pour cela des conseils d'Anirudh. 
Enfin, une troisième intrigue d'importance secondaire est centrée sur le personnage de Pappu, le jeune fils d'un employé de l'institution.  Il n'est pas atteint de cécité mais vit au milieu des enfants non-voyants. Leurs relations sont bonnes jusqu'à ce que l'arrivée de Kavita sème le trouble. Il se met alors à jalouser ses camarades non-voyants à qui Kavita accorde toute son attention.

## Fiche technique
- Titre : Sparsh
- Titre original : स्पर्श
- Réalisation : Sai Paranjpye
- Scénario : Sai Paranjpye
- Photographie : Virendra Saini
- Montage : Om Prakash Makkar
- Musique : Kanu Roy
- Paroles : Indu Jain
- Chanteuses : Sulakshana Pandit
- Production : Basu Bhattacharya
- Pays d'origine :  Inde
- Langue : hindi
- Couleur
- Genre : comédie dramatique
- Durée : 145 minutes
- Date de sortie : janvier 1980

## Distribution
- Shabana Azmi : Kavita
- Naseeruddin Shah: Anirudh Parmar
- Om Puri : Dubey
- Sudha Chopra : Manju
- Mohan Gokhale : Jagdish

## Chansons du film
| Chanson                     | Chanteur(s)       |
| --------------------------- | ----------------- |
| Concert (Sarod)             | Amjad Ali Khan    |
| Geeton Ki Duniya Men Sargam | Sulakshana Pandit |
| Khali Pyala Dhundhla Darpan | Sulakshana Pandit |
| Pyala Chhalka Ujla Darpan   | Sulakshana Pandit |

## Récompenses
- 1980 - National Film Award - Meilleur acteur : Naseeruddin Shah
- 1980 - National Film Award - Meilleur scénario : Sai Paranjpye
- 1985 - Filmfare Award - Meilleur film : Basu Bhattacharya
- 1985 - Filmfare Award - Meilleur réalisateur : Sai Paranjpye
- 1985 - Filmfare Award - Meilleurs dialogues[1] : Sai Paranjpye

## Analyse
Sparsh aborde plusieurs sujets de société. Il aborde le thème du handicap, en l'occurrence de la cécité. Les relations entre voyants et non-voyants constituent une thématique centrale du film, abordée notamment à travers la relation d'Anirudh et de Kavita, et à travers le personnage de Dubey. La question du remariage des veuves, traditionnellement interdit dans l'hindouisme, est également présente de façon implicite.  

## Tournage
Sparsh  a été tourné dans une véritable institution pour enfants non-voyants. L'observation de la vie des pensionnaires a inspiré certains aspects du film et a permis une représentation réaliste de la cécité. Ainsi, la forme de cricket pour non-voyants inventée par Kavita dans le film est calquée sur la façon dont les enfants de cette institution pratiquaient ce sport.